# Discografia dei Tokio Hotel
Questa pagina contiene la discografia del gruppo musicale tedesco Tokio Hotel.

## Album

### Album in studio
| Anno | Titolo | Classifiche | Classifiche | Classifiche | Classifiche | Classifiche | Classifiche | Classifiche | Classifiche | Classifiche | Classifiche | Classifiche | Classifiche | Vendite   |
| Anno | Titolo | GER         | AUT         | SUI         | HUN         | FRA         | SWE         | DK          | ITA         | NL          | ES          | PT          | CAN         | Vendite   |
| ---- | --- | ----------- | ----------- | ----------- | ----------- | ----------- | ----------- | ----------- | ----------- | ----------- | ----------- | ----------- | ----------- | --------- |
| 2005 | Schrei - Pubblicato: 19 settembre 2005 - Etichetta: Universal Records, Island Records                                                     | 1           | 1           | —           | —           | —           | —           | —           | —           | —           | —           | —           | —           | 2.000.000 |
| 2007 | Zimmer 483 - Pubblicato: 23 febbraio 2007 - Etichetta: Universal Records, Island Records                                                  | 1           | 2           | —           | —           | —           | —           | —           | —           | —           | —           | —           | —           | 7.000.000 |
| 2007 | Scream - Pubblicato: 1º giugno 2007 - Etichetta: Universal Music Group, Mercury Records                                                   | 2           | 27          | 26          | 27          | 6           | 1           | 29          | 2           | 10          | 24          | 6           | 6           | 7.000.000 |
| 2009 | Humanoid - Pubblicato: 2 ottobre 2009 - Etichetta: Universal Music Group                                                                  | 1           | 8           | 10          | —           | 3           | 8           | 26          | 2           | 6           | 2           | 2           | —           | 400.000   |
| 2014 | Kings of Suburbia - Pubblicato: 6 ottobre 2014 - Etichetta: Island Records, Polydor Records - Formati: CD, CD+DVD 2 LP, download digitale | 2           | 8           | 11          | —           | 12          | —           | —           | 5           | 23          | 17          | 27          | —           | 17.500    |
| 2017 | Dream Machine - Pubblicato: 3 marzo 2017 - Etichetta: Starwatch, Believe Digital, Devilish                                                | 5           | 10          | 15          | —           | 56          | —           | —           | 30          | 52          | 53          | 28          | —           | //        |
| 2022 | 2001 - Pubblicato: 18 novembre 2022 - Etichetta: Sony Music, Epic Records                                                                 | 10          | 45          | 43          | —           | —           | —           | —           | —           | —           | —           | —           | —           |           |

#### Ristampe
- 2006 – Schrei - So laut du kannst

### Extended play
| Anno | Album                                                                                         |
| ---- | --------------------------------------------------------------------------------------------- |
| 2007 | Tokio Hotel - Pubblicato: 11 settembre 2007 - Etichetta: Cherrytree, Interscope - Formati: CD |
| 2010 | World Behind My Wall - Pubblicato: 29 marzo 2010 - Etichetta: Universal - Formati: Digitale   |
| 2015 | Feel It All - Pubblicato: 27 marzo 2015 - Etichetta: Universal - Formati: CD, digitale        |

### Raccolte
| Anno | Album |
| ---- | --- |
| 2008 | New Collection - Pubblicato: 2008 - Etichetta: Universal Music Group, D.K. & Moon Producing Centre - Formati: CD |
| 2010 | Best Of - Pubblicato: 13 dicembre 2010 - Etichetta: Universal - Formati: CD, digitale                            |
| 2011 | Darkside of the Sun - Pubblicato: 2 febbraio 2011 - Etichetta: Universal Japan - Formati: CD, digitale           |

### Album dal vivo
| Anno | Album                                                                                                  |
| ---- | --- |
| 2007 | Zimmer 483 - Live in Europe - Pubblicato: 30 novembre 2007 - Etichetta: Island - Formati: CD, digitale |
| 2010 | Humanoid City Live - Pubblicato: 20 giugno 2010 - Etichetta: Stunner - Formati: CD, digitale           |

## Singoli
| Anno | Pubblicazione | Titolo                                    | Album di provenienza |
| ---- | ------------- | ----------------------------------------- | -------------------- |
| 2005 | 15 agosto     | Durch den Monsun                          | Schrei               |
| 2005 | 25 novembre   | Schrei                                    | Schrei               |
| 2006 | 10 marzo      | Rette Mich                                | Schrei               |
| 2006 | 28 agosto     | Der Letzte Tag / Wir schliessen uns ein   | Schrei               |
| 2007 | 26 gennaio    | Übers Ende der Welt                       | Zimmer 483           |
| 2007 | 7 aprile      | Spring nicht                              | Zimmer 483           |
| 2007 | 18 maggio     | Monsoon                                   | Scream               |
| 2007 | 24 agosto     | Ready, Set, Go!                           | Scream               |
| 2007 | 16 novembre   | An deiner Seite (ich bin da)/By Your Side | Zimmer 483 / Scream  |
| 2007 | 11 dicembre   | Scream (Solamente in Canada e USA)        | Scream               |
| 2008 | 8 febbraio    | Don't Jump                                | Scream               |
| 2008 | 28 aprile     | Heilig (solamente in Francia)             | Zimmer 483           |
| 2009 | 18 settembre  | Automatisch/Automatic                     | Humanoid             |
| 2010 | 22 gennaio    | Lass Uns Laufen/World Behind My Wall      | Humanoid             |
| 2010 | 24 giugno     | Darkside Of The Sun                       | Humanoid             |
| 2014 | 26 settembre  | Love Who Loves You Back                   | Kings of Suburbia    |
| 2015 | 27 marzo      | Feel It All                               | Kings of Suburbia    |
| 2016 | 23 dicembre   | Something New                             | Dream Machine        |
| 2016 | 29 dicembre   | What If                                   | Dream Machine        |
| 2017 | 20 ottobre    | Boy Don’t Cry                             | Dream Machine        |
| 2017 | 22 dicembre   | Easy                                      | Dream Machine        |
| 2019 | 1 febbraio    | Melancholic Paradise                      | /                    |
| 2019 | 5 aprile      | When It Rains It Pours                    | /                    |
| 2019 | 15 novembre   | Chateau                                   | /                    |
| 2020 | 2 ottobre     | Durch den Monsun 2020                     | 2001                 |
| 2020 | 16 ottobre    | Monsoon 2020                              | /                    |
| 2020 | 11 dicembre   | Berlin                                    | 2001                 |
| 2021 | 15 gennaio    | White Lies                                | 2001                 |
| 2021 | 27 maggio     | Behind Blue Eyes                          | 2001                 |
| 2021 | 22 ottobre    | Here Comes The Night                      | 2001                 |
| 2022 | 4 febbraio    | Bad Love                                  | 2001                 |
| 2022 | 9 aprile      | Him                                       | 2001                 |
| 2022 | 27 maggio     | When We Were Younger                      | 2001                 |
| 2022 | 21 ottobre    | Happy People                              | 2001                 |
| 2023 | 7 novembre    | Your Christmas                            | /                    |
| 2024 | 10 maggio     | The Weekend                               | /                    |
| 2024 | 28 giugno     | Home                                      | /                    |
| 2025 | 30 gennaio    | Miss It (At All)                          | /                    |
| 2025 | 21 marzo      | Hands Up                                  | /                    |
| 2025 | 20 giugno     | How to Love                               | /                    |

## Partecipazioni
- 2007 – Instant Karma! in Instant Karma: The Amnesty International Campaign to Save Darfur
- 2010 – Strange in Almost Alice (colonna sonora di Alice in Wonderland) - con Kerli
- 2014 – I Am nella colonna sonora del videogioco FIFA 14
- 2024 – Colors of the Wind in A Whole New Sound

## Videografia

### Album video
- 2005 – Leb' die sekunde - Behind the scenes
- 2006 – Schrei Live
- 2007 – Zimmer 483 - Live in Europe
- 2008 – Tokio Hotel: Caught on Camera
- 2010 – Humanoid City Live

### Video musicali
| Year | Titolo                       | Regista/i                           |
| ---- | ---------------------------- | ----------------------------------- |
| 2005 | Durch den Monsun             | Sandra Marschner                    |
| 2005 | Schrei                       | Zoran Bihac                         |
| 2006 | Rette mich                   | Katja Kuhl                          |
| 2006 | Der letzte Tag               | Daniel Warwick & Christopher Häring |
| 2006 | Wir schließen uns ein        | Daniel Warwick & Christopher Häring |
| 2007 | Übers Ende der Welt          | Daniel Warwick & Christopher Häring |
| 2007 | Spring nicht                 | Jörn Heitmann                       |
| 2007 | Monsoon                      | Daniel Siegler                      |
| 2007 | Ready, Set, Go!              | Christopher Häring & Daniel Warwick |
| 2007 | An deiner Seite (Ich bin da) | Hoffmann, Benzner, Roth & Jost      |
| 2007 | By Your Side                 | Hoffmann, Benzner, Roth & Jost      |
| 2007 | 1000 Meere                   | Daniel Siegler                      |
| 2007 | 1000 Oceans                  | Daniel Siegler                      |
| 2007 | Scream                       | Katja Kuhl                          |
| 2008 | Don't Jump                   | Ingo Georgi                         |
| 2009 | Automatisch                  | Craig Wessels                       |
| 2009 | Automatic                    | Craig Wessels                       |
| 2010 | World Behind My Wall         | Daniel Wolfe                        |
| 2010 | Lass uns laufen              | Daniel Wolfe                        |
| 2010 | Hurricanes And Suns          |                                     |
| 2010 | Mädchen aus dem All          |                                     |
| 2014 | Run, Run, Run                | Gianluca Fellini                    |
| 2014 | Girl Got a Gun               | Kris Moyes                          |
| 2014 | Love Who Loves You Back      | Marc Klasfeld                       |
| 2015 | Feel It All                  |                                     |
| 2017 | Something New                | Kris Moyes                          |
| 2017 | What If                      |                                     |
| 2017 | Boy Don't Cry                | Baris Aladag                        |
| 2017 | Easy                         |                                     |
| 2019 | Melancholic Paradise         |                                     |
| 2019 | When It Rains It Pours       | Baris Aladag                        |
| 2019 | Chateau                      | Baris Aladag                        |
| 2020 | Durch Den Monsun 2020        | Kris Moyes                          |
| 2020 | Monsoon 2020                 | Kris Moyes                          |
| 2020 | Berlin                       | Dennis Dirksen                      |
| 2021 | White Lies                   | Baris Aladag                        |
| 2021 | Behind Blue Eyes             | Baris Aladag                        |

## Demo
- 2003 – Devilish